# Integral Gaussiana

O gráfico de ƒ(x) = e−x^{2} e a área entre a função e o eixo x, que vale.

A Integral Gaussiana, também conhecida como a Integral de Euler-Poisson é a integral da função Gaussiana e−x2 em toda a reta real. Seu nome é dado em homenagem ao matemático e físico Carl Friedrich Gauss. A integral vale:
{\displaystyle \int _{-\infty }^{\infty }e^{-x^{2}}\,dx={\sqrt {\pi }}.}
Essa integral tem diversas aplicações em ciências exatas, como física ou estatística, visto que a distribuição normal descreve uma gama imensa de fenômenos de interesse.
A mesma integral com limites finitos é chada função erro. Apesar da função erro não poder ser exprimida em termos de funções elementares, como pode ser demonstrado pelo algoritmo de Risch, a integral gaussiana pode ser calculada explicitamente sobre toda a reta. Em outros termos, não há uma integral indefinida elementar para {\displaystyle \scriptstyle \int e^{-x^{2}}\,dx}, mas a integral definida {\displaystyle \scriptstyle \int _{-\infty }^{\infty }e^{-x^{2}}\,dx} pode ser calculada.

## Generalizações

### A integral de uma função gaussiana
A integral de uma função gaussiana arbitrária é obtida por simples troca de variáveis
{\displaystyle \int _{-\infty }^{\infty }e^{-(x+b)^{2}/c^{2}}\,dx=c{\sqrt {\pi }}.}
ou de forma equivalente
{\displaystyle \int _{-\infty }^{\infty }e^{-x^{2}+bx+c}\,dx={\sqrt {\pi }}\,e^{b^{2}/4+c},}

## Demonstração

### Em coordenadas polares
Uma forma simples se calcular, cuja ideia remonta a Siméon Denis Poisson é considerar a função e−(x2 + y2) = e−r2 no plano R2, e calcular a mesma integral de duas formas:
- por um lado, a integral dupla no sistema de coordenadas cartesiano se escreve como um quadrado de integrais :

{\displaystyle \left(\int e^{-x^{2}}\,dx\right)^{2};}
- por outro, utilizando coordenadas polares, a integral pode ser calculada e vale {\displaystyle \pi }.

Comparando esses dois cálculos, demonstra-se o resultado.

### Resolução
A resolução da Integral Gaussiana pode ser dada da seguinte forma:
Denotaremos a integral por {\displaystyle I}, como se segue:
{\displaystyle I=\int _{-\infty }^{\infty }e^{-x^{2}}\,dx.}
Essa integral é mais facilmente resolvida se a multiplicarmos pela Integral
{\displaystyle \int _{-\infty }^{\infty }e^{-y^{2}}\,dy.}
Observemos que essa multiplicação nos dá {\displaystyle I^{2}}, pois os valores das duas integrais em {\displaystyle y} e em {\displaystyle x} são exatamente os mesmos.
{\displaystyle I^{2}=\int _{-\infty }^{\infty }e^{-x^{2}}\,dx\int _{-\infty }^{\infty }e^{-y^{2}}\,dy=\int _{-\infty }^{\infty }\int _{-\infty }^{\infty }e^{-x^{2}}e^{-y^{2}}\,dx\,dy}
{\displaystyle I^{2}=\int _{-\infty }^{\infty }\int _{-\infty }^{\infty }e^{-x^{2}-y^{2}}\,dx\,dy}.
A etapa seguinte consiste em mudarmos para coordenadas polares, observando que {\displaystyle -x^{2}-y^{2}=-(x^{2}+y^{2})=-r^{2}}. É coerente notar que a região de integração é todo o plano {\displaystyle xy} , portanto {\displaystyle r} deve percorrer de 0 até {\displaystyle {\infty }} e o ângulo {\displaystyle {\theta }} de 0 à 2{\displaystyle {\pi }} . Assim a integral
{\displaystyle I^{2}=\int _{-\infty }^{\infty }\int _{-\infty }^{\infty }e^{-x^{2}-y^{2}}\,dx\,dy=\int _{0}^{2\pi }\int _{0}^{\infty }e^{-r^{2}}r\,dr\,d{\theta }}
é mais fácil de ser calculada, pois aparece um fator {\displaystyle r} que, utilizando o método de substituição de variáveis (ver Métodos de Integração) , será cancelado com o quociente 2{\displaystyle r}. Podemos recorrer ao Teorema de Fubini calculando primeiramente a integral em {\displaystyle r} e depois integrando o resultado em {\displaystyle {\theta }} da seguinte forma :
{\displaystyle u=-r^{2}}
{\displaystyle du=-2rdr}
{\displaystyle -{\frac {du}{2r}}=dr}
{\displaystyle \int _{0}^{\infty }e^{-r^{2}}r\,dr\ =-\int _{0}^{\infty }e^{u}r\,{\frac {du}{2r}}\ =-{\frac {1}{2}}\int _{0}^{\infty }e^{u}\,du\ =-{\frac {1}{2}}e^{-r^{2}}|_{0}^{\infty }=-{\frac {1}{2}}(0-1)={\frac {1}{2}}.}
Teremos então:
{\displaystyle \int _{0}^{2\pi }\int _{0}^{\infty }e^{-r^{2}}r\,dr\,d{\theta }=\int _{0}^{2\pi }{\frac {1}{2}}\,d{\theta }={\frac {1}{2}}({2\pi }-0)={\pi }.}
Portanto, finalizando a resolução, concluímos que:
{\displaystyle I^{2}=\int _{-\infty }^{\infty }\int _{-\infty }^{\infty }e^{-x^{2}-y^{2}}\,dx\,dy=\int _{0}^{2\pi }\int _{0}^{\infty }e^{-r^{2}}r\,dr\,d{\theta }={\pi }}
{\displaystyle I=\int _{-\infty }^{\infty }e^{-x^{2}}\,dx={\sqrt {\pi }}.}